# Свободное падение (роман)
Не следует путать с романом Л. М. Буджолд «В свободном падении».
«Свободное падение» (англ. Free Fall) — четвёртый роман британского писателя, лауреата Нобелевской премии по литературе Уильяма Голдинга, впервые опубликованный издательством Faber & Faber в 1959 году. На русском языке роман опубликован в переводе М. Шерешевской и С. Сухарева..

## История
После выхода третьего романа «Воришка Мартин» У. Голдинг заметил в одном из интервью, что в своём следующем произведении хотел бы «показать изначальную нелогичность жизни, до того, как мы сами навяжем ей свою логику». Его четвёртый роман явился своего рода откликом на повесть Альбера Камю «Падение». Герой Голдинга, однако, отличается от героя Камю тем, что он проходит через «болезненный, беспощадный самоанализ, покаяние, обещающее принести исцеление».

### Содержание
«Свободное падение» считается самым сложным и содержательно насыщенным произведением Голдинга: это «…снова суд над человеком, но предмет морального спора ближе к конкретной действительности, к коренным проблемам нашего времени». Роман, выполненный в форме размышлений главного героя о границах свободного выбора человека, — отличается от первых произведений Голдинга отсутствием иносказательности. При этом он продолжает некоторые линии, начатые в первых трёх романах.
В центре романа — исследование перехода от детской невинности к взрослости, для которой характерна полная утрата внутренней свободы. Главный герой романа — художник Сэм Маунтджой, прошедший долгий жизненный путь от бедного детства к славе. «Вброшенный в горнило Второй мировой войны, он оказывается военнопленным, здесь ему угрожают пытками и бросают в совершенно тёмную камеру, откуда он выходит словно Лазарь из гроба, узрев вечность в песчинке. Преображённый этим испытанием, он вдруг осознаёт масштаб возможностей человека, понимает, в кого превратился сам, исключительно путём свободного выбора, и решает точно выявить ту отправную точку, на которой груз принятых решений лишил его впоследствии свободы воли».
История художника рассказана в романе им самим, в сложной, прерывистой форме: время действия непрерывно и произвольно смещается. Сэм вспоминает прошедшие годы своей жизни по кускам, не придерживаясь временной последовательности. Сложный клубок этих воспоминаний, переданный через внутренний монолог, «монтируется» не сразу, и все встает на свои места лишь к концу книги.
Пытаясь выявить критический эпизод, после которого он перестал чувствовать себя внутренне свободным, герой перебирает одно за другим события своей жизни, включая самое страшное, опыт пребывания в немецком концлагере. Анализируя отличие «Свободного падения» от предыдущего романа, Олдси замечает: «Сэмми спасается от махинаций лагерного психиатра доктора Хальде, прибегая к последней надежде человека, молитве. Воришка Мартин отказывается её произнести». Медкалф усмотрел в «Свободном падении» параллели с Данте (первую возлюбленную героя, которая впоследствии оказывается в клинике для умалишённых, зовут Беатрис), отмечая, что Голдинг в своём романе прослеживает падение человека непосредственно — там, где Данте ограничивается намёками.

#### Сюжет
Первое воспоминание главного героя относится к далёкому детству. Он пытается понять, почему мир Поганого проулка (так называлось место его рождения) кажется ему Эдемом, тогда как резиденция на Парадиз-хилл (Райский холм), где он пишет свою исповедь, «превращается для него в узилище душевных мук и терзаний». Сэм сознает, что связь между ребёнком и взрослым человеком безнадёжно порвалась и пытается выявить этот миг, после которого «началась ответственность, началась тьма».
Одно из самых тяжких воспоминаний Сэма — история его взаимоотношений с Беатрис Айфор, соблазненной и покинутой им в студенческие годы. Лишь по прошествии многих лет герой начинает понимать, что его предательство могло стать причиной психического заболевания Беатрис; осознавать свою вину. Начало войны он встречает едва ли не с чувством облегчения: в его уме «царит неразбериха, соответствующая хаосу, разлитому в большом мире». Фашизм воспринимается героем не только как сгущённая форма социального зла, но и как «многократно разросшееся отражение того самого „темного“ начала, того хаоса, который Маунтджой ощущает в себе». На фоне ужасов войны его собственное преступление кажется ничтожным: «С какой стати терзать себя из-за одной растоптанной девицы, когда их взрывают тысячами?»
Центральное место в структуре повествования занимает воспоминание Маунтджоя о страшном испытании, перенесённом в фашистском концлагере, где, подвергнутый изощрённой психологической пытке, но осознает, что способен предать товарищей. Потрясение (согласно А. Чамееву), им здесь испытанное, «становится отправной точкой его мучительного возвращения к себе, постижения своей экзистенции»:

В этом эпизоде духовной биографии героя как раз и кроется, по-видимому, главное, принципиальное возражение Голдинга французскому писателю: если для героя Камю, не пришедшего при постыдных для него обстоятельствах на помощь тонущей девушке, открытие «тьмы» в глубинах своего внешне безупречного «я» становится началом нравственного падения, то для Сэма Маунтджоя такое открытие — вполне в духе голдинговской этики — первый шаг к преодолению болезни. — А. Чамеев
Но, оказывается, не заточение в тёмной и узкой камере, символе абсолютной несвободы, стало для героя отправной точкой, ознаменовавшей начало падения в бездну порабощённости. В ходе длительного и мучительного самоанализа, перебирая все болезненные эпизоды прошлого, Сэм приходит к выводу: роковым для него оказался тот самый вечер после окончания школы, когда он «торжественно поклялся себе под звездным небом принести любые жертвы ради обладания девственно-белым телом Беатрис Айфор». Готовность пожертвовать всем ради физической страсти и превратила Сэмми Маунтджоя из свободного человека в раба; отправила в «свободное падение», продолжавшееся затем всю жизнь.

## Отзывы критики
Как одну из «высших, труднодостижимых ценностей в голдинговской этике» критики отмечали «способность личности, не устрашившись, заглянуть в темные уголки своей души, осознать зло как глубинный недуг своей натуры и научиться мужественно ему противостоять». По мнению А. Чамеева, нигде «тема самопознания, нравственного выбора не занимает такого большого места, не разрабатывается так тщательно и последовательно, как в романе 'Свободное падение'».